# Cabeza de alabardero
Un ballestero es un fragmento de una pintura anónima considerada copia de Hieronymus Bosch. Se conserva en el Museo del Prado en Madrid, donde ingresó en 1916 con el legado de Pablo Bosch.